# 유럽메추라기
커먼퀘일(common quail, Coturnix coturnix)은 꿩과에 속하는, 땅에 둥지를 트는 수렵조이다. 학명 중 Coturnix는 이 종의 라틴어 낱말이다.
유럽과 북아프리카에 서식하며 IUCN에 의해 관심대상종으로 분류되었다. 시각적으로 비슷해 보이지만 아시아에서 자생하는 메추라기와는 구별된다.

## 개요
작고 둥근 새이며, 눈 주위에 흰 줄무늬가 있고 털은 짙은 갈색이며 수컷의 경우 흰 턱을 지니고 있다. 이주에 적합한 본성 때문에, 보통 날개가 짧은 수렵조와는 달리 긴 날개를 갖고 있다. 몸 길이는 약 18.0–21.9 센티미터(7.1–8.62 인치)에 무게는 91–131 그램(3.2–4.62 oz)이다.

## 아종
이 종들은 1758년 자연의 체계라는 책에서 칼 폰 린네에 의해 Tetrao coturnix라는 이름으로 처음 기술되었다.
- C. c. coturnix
- C. c. africana